# Lex Terentilia
La Lex Terentilia fu una proposta di legge della Repubblica romana che non vide mai la luce. La legge prevedeva la creazione di una commissione incaricata di definire i poteri consolari, al fine di limitarne l'arbitrarietà. Fu presentata e ampiamente discussa per anni, dal 462 a.C, senza venire mai approvata. 
Di seguito si trova il riassunto delle vicende seguendo il testo di Tito Livio, Ab Urbe condita libri.

## Situazione politica
Bisogna partire dal 462 a.C. quando Roma, dopo una serie particolarmente densa di vittoriose battaglie con i vicini, entrò in un periodo di pace esterna. E subito si trasformò in violenti contrasti politici fra i diritti dei patrizi e quelli dei plebei, denominati conflitto degli ordini.
Il tribuno della plebe Gaio Terentilio Arsa presentò la legge che dal suo nome fu chiamata, appunto, Lex Terentilia e che proponeva la formazione di un comitato di cinque cittadini al quale doveva essere affidato l'incarico di stendere definitivamente le norme che vincolassero il potere dei consoli, allora praticamente senza limiti. Infatti, con la caduta dei Tarquini e del sistema monarchico romano, era stata creata la figura del console che però aveva mantenuto un ventaglio di poteri quasi assoluto del rex e si discostava da tale figura solo per la durata annuale e non vitalizia dell'incarico e per alcune funzioni religiose che furono trasferite a diverse figure sacerdotali, prima fra tutte il Pontifex Maximus.
Ricordiamo che le leggi di Roma erano gestite in massima parte dal patriziato attraverso la loro conoscenza e la loro interpretazione. E l'interpretazione spesso veniva sovrapposta a pratiche religiose quali gli auguria. In sintesi le leggi non erano ancora state codificate nelle famose Leggi delle XII tavole. Sappiamo inoltre, che a Roma una legge, quando era posta in discussione, doveva terminare il suo iter; se non veniva approvata non poteva essere ripresentata fino all'elezione di nuovi consoli.

## Anni di discussioni

### 462 a.C.
Nel 462 a.C., alla presentazione della legge, l'ovvia resistenza patrizia fu condotta dal pretore Quinto Fabio. Questi, con discorsi nel Foro e cavillando sull'assenza dei consoli impegnati in battaglie con i "soliti" nemici, riuscì a fermare la discussione. Poi tornò il console Lucio Lucrezio Tricipitino, che con Tito Veturio Gemino Cicurino era sceso in campo contro i Volsci e gli Equi. Lucrezio riportò a Roma un abbondante bottino e la plebe gli attribuì il trionfo (a Veturio solo l'ovazione). Della Lex Terentilia, per quell'anno, non si parlò più.

### 461 a.C.
Il successivo 461 a.C., con consoli Publio Volumnio Amintino Gallo e Servio Sulpicio Camerino Cornuto, tutti i tribuni ripresentarono la Lex Terentilia. Ma ancora una volta giunse la voce che Volsci ed Equi, facendo base ad Anzio, avessero ripreso le armi. I consoli indissero la consueta leva militare e, di conseguenza, fu sospesa la discussione legislativa. I tribuni della plebe sbraitavano che questa era una mossa dei patrizi per fermare la discussione della legge, che i nemici erano appena stati pesantemente sconfitti e certo non volevano ricominciare le ostilità. Dunque vararono una generale renitenza alla leva, difendendo quelli che su indicazione nominativa dei consoli venivano afferrati dai littori. L'agone interno di Roma divenne rapidamente rovente. In questo quadro si inseriscono il processo, la condanna e la fuga di Cesone Quinzio.

### 460 a.C.
Nel 460 a.C. la situazione esterna migliorò. Equi e Volsci non presero le armi contro Roma e puntualmente la legge fu presentata alla discussione.   In tale anno ci fu la rivolta guidata da Appio Erdonio. I patrizi, naturalmente, presero la palla al balzo per fermare la discussione e far cadere la legge. Il console Publio Valerio Publicola abbandonò la seduta per esortare il popolo alla reazione contro i rivoltosi. I tribuni della plebe minimizzavano (forse a ragione) la portata della rivolta asserendo che i ribelli erano clientes e ospiti dei patrizi e che, una volta approvata la legge e resa inutile la loro azione, sarebbero scomparsi alla chetichella. Lo stallo fu eliminato dalla comparsa a Roma del dittatore di Tusculum, città alleata dei Romani, Lucio Mamilio, che in pratica costrinse i romani a liberare il loro stesso Campidoglio. Nell'azione Publio Valerio cadde colpito a morte ma prima di iniziare la battaglia aveva promesso che non si sarebbe opposto all'adunanza della plebe. Ovvio che il patriziato non avrebbe mantenuto la promessa; chi aveva promesso era morto e gli altri non avevano promesso nulla. L'altro console Gaio Claudio non volle accettare la discussione con il pretesto di aspettare l'elezione di un collega. In dicembre, dopo mesi di roventi e inutili discussioni fu eletto console Lucio Quinzio Cincinnato, proprio il padre del giovane Cesone processato l'anno precedente.
Cincinnato dichiarò che avrebbe mosso guerra a Volsci ed Equi e quindi la discussione delle leggi sarebbe stata sospesa; i romani sarebbero stati soggetti alla legislazione militare. L'esercito fu convocato al Lago Regillo. 
La questione si infiammò fra diatribe che vedevano protagonisti i tribuni della plebe da una parte e i consoli dall'altra. Argomento: "Cincinnato era un privato cittadino quando Publio Valerio aveva guidato la riscossa contro Erdonio impegnando la plebe col giuramento di obbedienza, quindi Cincinnato non poteva costringere il popolo ad obbedire in forza dello stesso giuramento"; si diceva inoltre che Cincinnato volesse portare al Lago Regillo anche degli auguri per consacrare il luogo della riunione. Questo, secondo le leggi in vigore, avrebbe potuto dare al patriziato la possibilità di far abrogare dai comizi centuriati quanto deciso a Roma. Un miglio fuori Roma non esisteva diritto di appello; perfino i tribuni che in città erano sacrosancti (intoccabili) fuori dal pomerio sarebbero ridiventati cittadini comuni. I littori con le loro scuri potevano operare senza limitazioni legali.  Portata in Senato la questione, i patres salomonicamente decretarono che per quell'anno la legge non sarebbe stata presentata ma che i consoli (Cincinnato) non facessero uscire l'esercito dalla città. Uno stentato pareggio.

### 459 a.C.
Nel 459 a.C. i nuovi consoli, Quinto Fabio Vibulano e Lucio Cornelio Maluginense riuscirono a sottrarsi alla pressione dei tribuni e furono "costretti" a portare l'esercito ad Anzio, una colonia che, sotto l'attacco di Volsci ed Equi rischiava di passare al nemico. Eliminato che fu quel pericolo si apprese che gli Equi erano entrati a Tusculo e Roma, che appena l'anno precedente era stata aiutata dai Tuscolani contro Appio Erdonio non poté nemmeno pensare di non aiutare i socii. L'esercito fu dirottato e riportò una chiara vittoria.
Ai fini di politica interna i tribuni continuarono a ribadire che l'esercito era tenuto fuori dalla città con delle scuse proprio per bloccare l'iter della legge ma che avrebbero continuato lo stesso a operare per la discussione. Il prefetto della città Lucio Lucrezio ottenne di attendere il ritorno dei consoli. Inoltre si scoprì che il processo a Cesone Quinzio era stato supportato da false accuse e che il figlio di Cincinnato era innocente. I tribuni contestarono l'apertura del processo a Volscio,  (tribuno della plebe quando aveva lanciato l'accusa a Cesone Quinzio) come trucco per fermare la discussione della lex Terentilia. Della legge non si parlò più per tutto l'anno perché i tribuni si concentrarono nella campagna elettorale per la loro rielezione.

### 458 a.C.
L'anno successivo vide il consolato di Gaio Nauzio Rutilo e Lucio Minucio Esquilino Augurino. Questi si ritrovarono con due questioni in sospeso: il processo a Volscio, contestato dalla plebe e l'ormai annosa presentazione della lex Terentilia contestata dal patriziato. La battaglia politica infuriava con l'entrata in scena anche di Tito Quinzio Capitolino, questore, che era stato console tre volte e che perseguiva l'accusatore del nipote con grande decisione. Sul versante opposto il tribuno Virginio si distingueva come il più accanito difensore della lex Terentilia. Si arrivò alla concessione di due mesi ai consoli perché studiassero la legge e ne comprendessero gli inganni nascosti. Questo riportò la pace interna a Roma.
A far fermare tutto furono nuovamente gli Equi, comandati da Gracco Clelio attaccarono Tusculo. I tuscolani chiesero aiuto a Roma. I consoli indissero la leva e i tribuni come prassi quasi automatica- si preparavano a bloccarne lo svolgimento. Arrivarono però anche i Sabini che presero a saccheggiare il territorio fino quasi alle porte di Roma. Nonostante le proteste dei tribuni la plebe prese le armi. I consoli in carica, però non furono in grado di guidare l'esercito in maniera efficace. Venne eletto dittatore Lucio Quinzio Cincinnato.  Questo è il momento del famoso episodio della visita dei senatori a Cincinnato che trovano intento a lavorare i campi.  Dopo la battaglia del Monte Algido Cincinnato ritornò vincitore a Roma e, come si sa depose la carica di dittatore. (Celebrato per secoli per quest'atto, non viene ricordato che Cincinnato, per deporre la carica, attese l'esito del processo a Volscio che -ovviamente anche se, pare, giustamente- fu dichiarato colpevole ed esiliato). Altre battaglie sull'Algido e ad Ereto permisero al patriziato di rinviare ancora la discussione della Terentilia col pretesto dell'assenza da Roma dei consoli.

### 457 a.C.
L'anno seguente, 457 a.C., tutto ricominciò. La plebe era riuscita a far eleggere gli stessi tribuni e fu ripresentata la stessa legge. Gli Equi attaccarono e distrussero il presidio romano di Corbione. I consoli ricevettero l'incarico di portare la guerra agli Equi. La legge fu bloccata. Ma i tribuni con la scusa che per cinque anni erano stati presi in giro, chiesero che il loro numero fosse portato a dieci. I patrizi, sotto la pressione esterna dovettero accettare chiedendo in cambio di non vedere sempre eletti gli stessi tribuni. Le guerre esterne furono combattute e della lex Terentilia non si parlò.

### 456 a.C.
Il 456 a.C. vide consoli Marco Valerio Massimo Lettuca e Spurio Verginio Tricosto Celiomontano che ebbero la fortuna di non vedere i tribuni presentare la Terentilia ma ne fu approvata la lex Icilia de Aventino publicando che permetteva a tutti di costruirsi una casa sull'Aventino.

### 455 a.C.
Nel 455 a.C. gli stessi dieci tribuni dell'anno prima presentarono ai nuovi consoli Tito Romilio Roco Vaticano e Gaio Veturio Cicurino la proposta della lex Terentilia dicendo che si vergognavano, in dieci di vedere bloccata la legge per un biennio dopo che per cinque anni se ne era discusso. La lotta politica-legislativa venne al solito fermata dall'attacco degli Equi ai Tusculani. L'esercito fu spedito sull'Algido e tornò con un ingente bottino. La lex Terentilia non fu, naturalmente, messa in discussione.

### 454 a.C.
Il 454 a.C. vide come fatti salienti il processo intestato agli ex consoli dell'anno precedente. Il bottino preso agli Equi sul monte Algido era stato versato alle esauste casse dell'Erario. Questo non fu gradito alla plebe. I consoli appena usciti di carica furono portati in tribunale. Nonostante l'accanita difesa da parte dei patrizi furono condannati. Tito Romilio dovette pagare una multa di 10.000 assi e Gaio Veturio ne dovette pagare 15.000. Il risultato del processo non intimorì i nuovi consoli Spurio Tarpeio Montano Capitolino e Aulo Aternio Varo Fontinale i quali affermarono che a costo di dover pagare anch'essi enormi cifre, non avrebbero permesso l'approvazione della legge. 
(Tito Livio, Ab Urbe condita libri, III, 33, Newton Compton, Roma, trad.: G.D. Mazzocato)